# Slobodan Uzelac
Slobodan Uzelac (né en 1947 à Kakma) est une personnalité politique croate qui fait partie des Serbes de Croatie. Il a été vice-premier ministre du gouvernement croate,,.